# Worms Rumble
Worms Rumble (с англ. — «Червяки: Разборка») — видеоигра серии Worms в жанрах экшн и королевская битва, разработанная и изданная британской компанией Team17. Выход состоялся 1 декабря 2020 года на платформах Windows, PlayStation 4 и PlayStation 5. 23 июня 2021 года игра вышла на Xbox One, Xbox Series X/S и Nintendo Switch.
В отличие от многих других игр серии, битвы в Worms Rumble проходят в реальном времени. Игрок в пределах большой локации управляет одним червяком, которому доступен разнообразный арсенал, с помощью которого необходимо убивать других червяков, стараясь при этом выжить самому. За участие в игровых матчах присуждаются очки опыта и внутриигровая валюта, позволяющие получить доступ к новым предметам для изменения червяков и оружия. На выбор игроку предоставлены такие режимы, как «Обучение», «Бой насмерть», «Последний отряд» и «Последний червяк».
Игровая пресса оставила смешанные, но в основном положительные отзывы о Worms Rumble. Обозреватели удостоили похвалы увлекательный игровой процесс и качественное техническое исполнение игры, но, в то же время, критике подверглись упрощённые механики и недостаток контента.

## Игровой процесс

Матч в режиме «Бой насмерть». В отличие от большинства других частей серии, Worms Rumble предоставляет игровой процесс в реальном времени

Worms Rumble представляет собой экшн-игру, выполненную в трёхмерной графике с боковым сайд-скроллингом. В отличие от большинства других игр серии, в Worms Rumble бои происходят в реальном времени, а не в пошаговом виде. Игрок управляет одним червяком, у которого имеется различный арсенал, включающий оружие, гранаты, снаряжение и полезные предметы. Арсенал можно найти в ящиках, появляющихся в случайных местах локации, либо на месте убитого червяка (при смерти червяка его арсенал выпадает из него). При нанесении червяку урона, его здоровье опустошается, и если оно достигнет нуля, то червяк будет убит. После смерти своего червяка у игрока есть возможность наблюдать за дальнейшим ходом сражения. В отличие от других игр серии, при падении с большой высоты червяк не теряет здоровье, но кратковременно оглушается. Помимо прочего, червяк может передвигаться по локации в перекате, пользоваться скрытыми местами (при нахождении червяка в них другие червяки его не видят) и быстро перемещаться по локации с помощью лифтов, эскалаторов, тросов и батутов. Локации в игре также содержат многочисленные разрушаемые объекты, которые отличаются от неразрушимых характерным сиянием, и динамические объекты, изменяющие строение локации в ходе боя (например, поезда и ракеты).
Арсенал червяка отличается большим разнообразием. Оружие является основным средством для уничтожения врагов. Боеприпасы подразделяются на баллистические, разрывные и особые. К оружию относятся, например, бейсбольная бита (особый, перманентный, нескончаемый предмет арсенала, позволяет отбивать вражеских червяков и снаряды) и штурмовая винтовка (баллистический боеприпас, обладает высокой скорострельностью, но небольшим уроном). Перезарядка оружия (за исключением бейсбольной биты) производится автоматически по истечении патронов текущей обоймы или же в любое время самим игроком. При полном истечении патронов то или иное оружие становится недоступным до следующего нахождения патронов либо вовсе исчезает. Гранаты представлены тремя видами: граната (стандартная, взрывается через несколько секунд после броска), банановая бомба (после мощного взрыва разлетается на ещё несколько взрывающихся бомб) и святая граната (обладает мощнейшим взрывом). К снаряжениям относятся крюк-кошка (цепляется за твёрдую поверхность, притягивая к себе червяка на цепи) и реактивный ранец (позволяет находиться в полёте до истечения топлива). Полезные предметы включают в себя аптечку (восполняет запас здоровья на 50 единиц) и энергетик (создаёт щит, являющийся дополнительным здоровьем, которое берёт удар на себя). Одновременно червяк может иметь при себе два вида оружия (помимо бейсбольной биты) и по одному виду гранат, снаряжений и полезных предметов.
В Worms Rumble присутствует четыре режима. В «Обучении» можно ознакомиться с принципом игры, опробовать различное оружие и уничтожить цели за отведённое время; это единственный однопользовательский режим, и содержит только одну локацию. В режиме «Бой насмерть» игроки соревнуются в количестве убийств, а после смерти червяк возрождается в случайном месте локации. В режимах на уничтожение — «Последний отряд» и «Последний червяк» — изначально требуется выбрать свою исходную позицию в одной из зон локации, а сам матч проходит на постоянно уменьшающейся арене (определённые зоны локации заполняются штормом — пространством зелёного цвета, наносящим урон червяку); особенностью режимов на уничтожение является возможность доставки припасов — она осуществляется активацией расположенных в разных местах локации специальных платформ, которые затем превращаются в ящики с арсеналом. Также за убийство червяков в данных режимах пополняется здоровье и щит. Режим «Последний отряд» предполагает деление игроков на команды, как следствие, победившей считается команда, в которой остался жив хотя бы один червяк, в то время как в остальных командах не осталось ни одного живого червяка; особенность режима — возможность отправить игрока в нокаут, и если член соответствующей команды не успеет его оживить до потери всего здоровья, то убитый игрок не сможет вернуться в сражение. «Последний червяк» — аналог королевской битвы, где каждый игрок сам за себя — необходимо убивать вражеских червяков и остаться в живых самому, то есть победителем становится последний выживший червяк.
За участие в битвах игрок накапливает очки опыта, достижение определённого количества которых повышает уровень игрока: чем выше уровень, тем больше игроку доступно режимов и предметов для изменения дизайна червяка. Для каждого оружия также предусмотрены отдельные уровни, и чтобы увеличить очки опыта для оружия, необходимо наносить урон и убивать червяков тем или иным оружием: чем выше уровень того или иного оружия, тем больше для него доступно предметов изменения дизайна. Некоторые предметы для изменения дизайна червяка и оружия нужно покупать за внутриигровую валюту, начисляемую за участие в битвах. Предметы дизайна, в зависимости от своей редкости и сложности их получения, подразделяются на обычные, необычные, редкие, эпические и легендарные. Кроме того, реализованы ежедневные испытания (до трёх за один день), сезонные события и совместные проекты сообщества, за которые игроки получают дополнительный опыт и награды; к таковым относятся, например, убийство определённого количества червяков, бои с модифицированным оружием и тому подобные. Помимо этого, присутствует поддержка трофеев и достижений.

## Разработка и выход игры
| Системные требования    | Системные требования                    | Системные требования                    |
| ----------------------- | --------------------------------------- | --------------------------------------- |
|                         | Минимальные                             | Рекомендуемые                           |
| Windows                 |                                         |                                         |
| ОС                      | Windows 10 (64 бит)                     | Windows 10 (64 бит)                     |
| ЦПУ                     | Intel Core i5-2300 или AMD FX-4350      | Intel Core i5-6600 или AMD Ryzen 5 1600 |
| Объём ОЗУ               | 4 ГБ                                    | 8 ГБ                                    |
| Информационный носитель | цифровая дистрибуция (Steam)            | цифровая дистрибуция (Steam)            |
| Видеокарта              | 2 Гб NVIDIA GeForce или 2 Гб AMD Radeon | 4 Гб NVIDIA GeForce или 4 Гб AMD Radeon |

9 марта 2020 года был опубликован первый тизер-трейлер новой части серии Worms. Worms Rumble была анонсирована 1 июля 2020 года: в этот день разработчики, Team17, выпустили первый трейлер проекта. В отличие от большинства других игр серии Worms, новая часть представляет игровой процесс в реальном времени, а не пошаговый (предыдущей такой игрой была Worms Blast 2002 года). Выпустить игру было запланировано в 2020 году на платформах Windows, PlayStation 4 и PlayStation 5. Разработчики обещали онлайн-мультиплеер (который, помимо прочего, возможен в кроссплатформенном варианте), поддерживающий до 32 игроков, а также одиночные и многопользовательские режимы игры, включая королевскую битву. Заявлена также возможность персонализации червяков и многочисленное оружие, среди которого имеется как старое, так и новое. В версии для PlayStation 5 реализована поддержка адаптивных триггеров контроллера DualSense. В заявлении, направленном для прессы, ведущий дизайнер Адам Финдли назвал Worms Rumble «значительным переосмыслением опыта Worms» и сказал, что он надеется, что опыт кроссплея на 32 игрока «объединит сообщество и новичков в серии чудесного червеобразного побоища». С 15 по 20 июля прошло закрытое бета-тестирование игры, на которое могли записаться все желающие.
8 октября открылся предварительный заказ Worms Rumble в Steam, выпущен трейлер, показывающий новую локацию и гаджеты, и стало известно, что игра выйдет 1 декабря. Worms Rumble доступна в стандартном, а также Deluxe-издании, которое помимо основной игры содержит наборы «Новый испытуемый» (New Challenger, эксклюзивное дополнение для предзаказа игры в Steam) и «Легенды» (Legends, премиальное загружаемое дополнение), включающие дополнительный контент в виде предметов для редактирования червяков и оружия. Кроме того, разработчики сообщили о втором — открытом — бета-тестировании игры, которое началось 6 ноября и продлилось до 9 ноября. Выход Worms Rumble состоялся 1 декабря 2020 года. Вместе с выходом игры стал доступным для покупки набор «Звёзды боевиков» (Action All-Stars Pack), включающий три дополнительных костюма для червяков. Кроме того, Worms Rumble для консолей PlayStation была доступна для бесплатной загрузки до 4 января 2021 года в рамках подписки PlayStation Plus; также обладателям подписки доступен уникальный эксклюзивный набор для PlayStation®Plus. Впоследствии разработчики продолжили поддержку игры, исправляя технические ошибки, внося коррективы в игровой баланс, добавляя новый контент и возможности и выпуская новые загружаемые дополнения, включающие предметы персонализации червяков и оружия — набор эмоций (Emote Pack), набор раскрасок оружия «Армагеддон» (Armageddon Weapon Skin Pack), двойной набор «Капитан и акула» (Captain & Shark Double Pack), набор «Кошки против собак» (Cats & Dogs Double Pack), набор «Честь и смерть» (Honor & Death Pack), двойной набор «Ограбление банка» (Bank Heist Double Pack) и двойной набор «Космический червяк и инопланетянин» (Spaceworm and Alien Double Pack). 16 марта 2021 года Worms Rumble была анонсирована для Xbox One, Xbox Series X/S и Nintendo Switch. Выход для этих платформ (с наличием различного эксклюзивного костюма червяков для каждой из них) состоялся 23 июня 2021 года.

## Оценки и мнения
| Сводный рейтинг       | Сводный рейтинг                                               |
| Агрегатор             | Оценка                                                        |
| --------------------- | ------------------------------------------------------------- |
| Metacritic            | 71/100 (XS) 70/100 (PS5) 68/100 (PS4) 68/100 (PC) 57/100 (NS) |
| Иноязычные издания    |                                                               |
| Издание               | Оценка                                                        |
| Destructoid           | 6,5/10                                                        |
| Jeuxvideo.com         | 14/20                                                         |
| Nintendo Life         | 5/10                                                          |
| The Games Machine     | 7,5/10                                                        |
| XboxAddict            | 67 %                                                          |
| Русскоязычные издания |                                                               |
| Издание               | Оценка                                                        |
| StopGame.ru           | Похвально                                                     |

Worms Rumble получила смешанные отзывы от критиков, но в основном они носят позитивный характер. К достоинствам рецензенты отнесли увлекательный геймплей и приятный визуальный стиль, но среди минусов отметили простоту некоторых игровых механик и малое количество контента. На сайте Metacritic средняя оценка составляет 71 балл из 100 возможных в версии для Xbox Series X/S, 70/100 — для PlayStation 5, 68/100 — для PlayStation 4 и ПК, 57/100 — для Switch.
Нетипичный, но увлекательный игровой процесс, большие и разнообразные арены, а также яркая графика были встречены с положительным откликом. Обозреватель Destructoid Крис Картер отметил, что Worms Rumble «может быть захватывающей», и похвалил довольно разнообразные и огромные арены, а также отличную боевую систему, которая, по мнению критика, местами даже превосходит таковую в «пошаговых» играх серии. Эмануэле Феронато, рецензент The Games Machine, назвал Worms Rumble «симпатичной и красочной» игрой, а также выразил положительное мнение о динамичном, весёлом действии и недолгой длине матчей. Ayden_, представитель сайта Jeuxvideo.com, заявил, что игра «имеет потенциал», и отнёс к её плюсам весёлые и безумные бои, убедительную формулу королевской битвы, а также отличные и разнообразные карты. По мнению Алексея Лихачева (StopGame.ru), «после очередного матча [Worms Rumble] возникает желание запустить ещё один», и позитивно были приняты нестандартный для Worms геймплей, а также приятный визуальный стиль; кроме того, рецензент был под впечатлением от поддержки адаптивных триггеров на PS5. Критик Nintendo Life, Олли Рейнольдс, отнёс к достоинствам Worms Rumble быстрый и весёлый игровой процесс, фирменные для серии визуальный стиль и звук и множество вариантов изменения червяков.
Разочарование у критиков вызвали отсутствие режимов одиночной и локальной игры, а также недостаток контента, из-за чего Worms Rumble, по их словам, не способна надолго увлечь игроков. Картер был огорчён полным отсутствием оффлайн-режимов, а также отметил, что из-за недостатка контента игра достаточно быстро надоедает. Феронато заметил, что многопользовательский сервер содержит большое количество проблем, а сама игра в настоящее время «слишком проста» для любителей Battle Royale. Схожие проблемы отметил и Ayden_: контента действительно слишком мало, а полное отсутствие локального режима, по его мнению, отвернёт от игры некоторых фанатов серии. Лихачев заявил, что «Королевская битва» в игре не так интересна, как «Бой насмерть», а контента пока маловато. Обозреватель ресурса XboxAddict.com, Адам Дилева, хоть и отметил, что в Worms Rumble сохранены традиционный визуальный стиль и юмор, однако резкая смена жанра требует некоторого привыкания, а людей, незнакомых с серией Worms, она сможет увлечь лишь на ограниченное время. Рейнольдс, помимо прочего, раскритиковал долгий поиск сессий режимов королевской битвы, отсутствие полностью разрушаемого окружения (из-за чего, на его взгляд, игра потеряла очарование серии), а также малое количество локаций, которые, к тому же, сильно перегружены фоновыми объектами, затрудняющими ориентирование на местности (что, как отметил рецензент, ещё больше усугубляется, если играть на экране Switch).